# Carlo Imbonati
Giovanni Carlo Imbonati (Milano, 25 maggio 1753 – Parigi, 15 marzo 1805) è stato un nobile italiano, noto soprattutto per le poesie a lui dedicate da Giuseppe Parini e Alessandro Manzoni.

## Biografia
Nacque in una ricchissima famiglia aristocratica, figlio di Giuseppe Maria, il fondatore dell'Accademia dei Trasformati, e della poetessa Francesca Bicetti de Buttinoni. Nel 1763 gli venne assegnato come precettore l'abate Giuseppe Parini, che in occasione del suo undicesimo compleanno, nel 1764, gli dedicò l'ode L'educazione. A Milano conobbe nel 1790 Giulia Beccaria, la madre di Alessandro Manzoni, donna di notevole levatura intellettuale con un matrimonio ormai in piena crisi. L'attrazione fu immediata e, due anni più tardi, Giulia ottenne la separazione dal conte Pietro Manzoni. Carlo convisse con lei dal 1795 fino alla morte.
Morì nel 1805, all'età di 51 anni; Manzoni scrisse in suo onore il carme In morte di Carlo Imbonati, pubblicato poi l'anno successivo. In esso Manzoni immagina di interloquire con Imbonati, che gli appare in una visione notturna. Si tratta di una sorta di dialogo morale, in cui Manzoni riceve il "punto di vista" di Imbonati, che diviene, seppure defunto, una figura fondamentale nella sua vita. Imbonati gli parla di sentir e meditar; cosicché la poesia sembra nascere per Manzoni dall'unione di meditazione e sentimento.
Imbonati è ricordato da una via di Milano a lui dedicata, nel quartiere di Dergano.